# The Legend of Zelda: Link's Awakening
The Legend of Zelda: Link's Awakening (ゼルダの伝説 夢をみる島, Zeruda no Densetsu: Yume o Miru Shima) é um jogo eletrônico de ação-aventura desenvolvido pela Nintendo Entertainment Analysis & Development e publicado pela Nintendo. É o quarto título da série The Legend of Zelda e o primeiro produzido para um console portátil, tendo sido lançado exclusivamente para Game Boy em junho de 1993 no Japão, agosto na América do Norte e novembro na Europa. A história segue o protagonista Link enquanto explora a misteriosa Ilha Koholint. As mecânicas de jogabilidade envolvem o jogador enfrentar uma variedade de inimigos e solucionar diferentes quebra-cabeças a partir de uma perspectiva aérea com o objetivo de avançar na história.
Link's Awakening se passa no início da linha do tempo "O Herói é Derrotado" da cronologia de The Legend of Zelda, após os eventos de The Legend of Zelda: A Link to the Past e antes de The Legend of Zelda: Oracle of Seasons e Oracle of Ages. A atual encarnação de Link sofre um naufrágio durante uma tempestade e fica preso na Ilha Koholint, um local guardado por uma divindade semelhante a uma baleia chamada Peixe do Vento. Ele então parte em uma jornada com o objetivo de recuperar oito instrumentos musicais mágicos que juntos irão acordar o dormente Peixe do Vento e lhe permitir escapar da ilha.
O desenvolvimento de Link's Awakening começou pouco depois da estreia de A Link to the Past em 1991 com a intenção de produzir uma conversão deste título para o Game Boy. A ideia logo evoluiu para um jogo original, com os desenvolvedores procurando criar um produto diferente dos títulos anteriores da série. Dessa forma elementos recorrentes como a princesa Zelda, a Triforce e Hyrule foram omitidos. A história e os personagens foram concebidos para subverter expectativas e serem "estranhos". Pequenas referências a outras franquias da Nintendo, como Mario e Kirby, foram incluídas pelo diretor Takashi Tezuka.
O jogo foi um sucesso comercial e de crítica ao ser lançado. Ele foi aclamado por sua jogabilidade, profundidade e bom uso da plataforma portátil, porém as principais críticas centraram-se nos gráficos monocromáticos e esquema ruim de botões. Várias publicações já elegeram Link's Awakening como um dos melhores títulos já lançados para Game Boy. Uma conversão para Game Boy Color chamada Link's Awakening DX estreou em dezembro de 1998, possuindo gráficos coloridos, suporte ao Game Boy Printer e adição de uma nova masmorra. A versão DX faz parte do Virtual Console do Nintendo 3DS e do Nintendo Switch Online. Uma recriação para Nintendo Switch foi lançada em setembro 2019.

## Jogabilidade

Link empunha uma espada. Na parte inferior são mostrado os itens equipados, seus níveis, a quantidade de dinheiro que o jogador possuí e sua quantidade de pontos de vida.

The Legend of Zelda: Link's Awakening é um jogo eletrônico de ação-aventura focado em exploração e combate visto de uma perspectiva aérea. O jogador viaja pelo mapa principal enquanto luta contra monstros e explora calabouços subterrâneos. Estes ficam gradualmente maiores e mais difíceis, contendo um personagem chefão que precisa ser derrotado e que assume formas diferentes em cada calabouço. O jogador ganha mais corações caso seja bem sucedido, aumentando a quantidade de dano que o personagem do jogador pode sobreviver; o jogo recomeça da última porta atravessada pelo jogador caso todos os corações sejam esvaziados. Derrotar o chefão dá ao jogador um de oito instrumentos musicais necessários para se completar a história.
Pela primeira vez na série o protagonista Link pode pular, isto permite sequências de avanço lateral similar a aquelas empregadas em Zelda II: The Adventure of Link. O jogador pode expandir suas habilidades com diversos itens, que são descobertos em calabouços e por meio de interações com personagens não jogáveis. Certos itens dão acesso a áreas anteriormente bloqueadas e são necessários para se entrar e finalizar calabouços. É também possível roubar itens de vendedores, porém isso faz o jogador ser caracterizado como "ladrão" pelo restante do jogo e o vendedor sempre deixa Link inconsciente toda vez que ele entra de novo na loja.
Link's Awakening possui uma história principal e várias missões e atividades paralelas. "Conchas secretas" colecionáveis estão escondidas por todo o jogo; o jogador pode receber uma poderosa espada especial que lança raios de energia quando sua vida está no máximo caso vinte conchas sejam encontradas, similar ao que acontece no primeiro The Legend of Zelda. Link's Awakening também foi o primeiro título da franquia a incluir um minijogo de troca, em que o jogador pode dar um item a um personagem não jogável e receber dele outro item que pode ser trocado com outro alguém. Diferentes itens podem ser designados para os botões "A" e "B" do Game Boy, permitindo uma variedade de combinações. Outros elementos de jogo incluem pescaria e o aprendizado de canções para serem tocadas em uma ocarina.

## Sinopse

### Mundo
Link's Awakening se passa fora do Reino de Hyrule, diferente da maioria dos outros títulos de The Legend of Zelda. Ele omite locações e personagens de jogos anteriores, com exceção do protagonista Link e uma rápida menção da princesa Zelda. Em vez disso, a história se passa completamente na Ilha Koholint, um local isolado separado do resto do mundo. A ilha é pequena, porém contém vários caminhos interconectados e secretos. Dentro da cronologia de The Legend of Zelda, Link's Awakening ocorre na linha do tempo "O Herói é Derrotado", após os eventos de The Legend of Zelda: A Link to the Past e antes de The Legend of Zelda: Oracle of Seasons e Oracle of Ages.
O jogo contém diversas aparições especiais de personagens oriundos de outros títulos da Nintendo, como Wart, Yoshi, Kirby, Dr. Wright (renomeado para Dr. White) de SimCity do Super Nintendo Entertainment System, e o príncipe Richard de Kaeru no Tame ni Kane wa Naru. Chain Chomp, um dos inimigos da franquia Mario, foi incluído depois de um programador ter dado a Link a habilidade de pegar sua corrente e levá-lo para passear. Inimigos de Super Mario Bros., como Goombas e Plantas Piranhas, também aparecem em seções de avanço lateral; Link pode derrotá-los pulando em cima deles assim como Mario ou pode atacá-los do modo comum.

### Enredo
Link viaja de barco para outros lugares do mundo com o objetivo de treinar para novas aventuras. Uma tempestade destrói sua embarcação e o faz parar na Ilha Koholint, onde é levada para a casa de Tarin por sua filha Marin. Ela fica fascinada por Link pelo mundo fora da ilha, contando gostaria de ser uma gaivota para poder sair de Koholint e atravessar o oceano. Link consegue recuperar sua espada e uma misteriosa coruja lhe diz que ele precisa acordar o Peixe do Vento, o guardião da ilha, para poder voltar para casa. O Peixe do Vento está adormecido dentro de um ovo gigante no alto do Monte Tamaranch e só pode ser despertado pelos oito instrumentos musicais das sereias.
Link vai explorar uma série de calabouços com o objetivo de recuperar os oito instrumentos. Ele vai parar nas Ruínas Antigas durante sua busca pelo sexto instrumento e descobre um mural que fala que a ilha ela um mundo de sonho criado pelo Peixe do Vento. A coruja em seguida diz a Link que isso é apenas um rumor e que apenas o Peixe do Vento sabe a verdade. Criaturas de pesadelo surgem por toda a ilha e tentam impedir a busca de Link pelos instrumentos, desejando governarem o mundo dos sonhos.
Ele consegue coletar os oito instrumentos, sobe até o Monte Tamaranch e toca a "Balada do Peixe do Vento". Isto quebra o ovo e Link entra e confronta um último inimigo: um pesadelo que assume a forma de Ganon e outros inimigos de seu passado. Link sai vitorioso e a coruja se revela como o espírito do Peixe do Vento, confirmando que Koholint é seu sonho. Link toca a "Balada do Peixe do Vento" novamente e o guardião é despertado, com toda a ilha e seus habitantes desaparecendo. Link acorda no meio do oceano em cima de uma madeira flutuante, vendo o Peixe do Vento acima. Marin é mostrada voando depois dos créditos caso o jogador não perca nenhuma vida.

## Desenvolvimento
O desenvolvimento de The Legend of Zelda: Link's Awakening começou como um projeto paralelo não-autorizado; o programador Kazuaki Morita criou um jogo eletrônico similar a The Legend of Zelda utilizando um dos primeiros kits de desenvolvimento do Game Boy original, usando-o a fim de experimentar com as capacidades da então nova plataforma. Outros membros da divisão Nintendo Entertainment Analysis & Development logo se juntaram a ele fora do horário de trabalho naquilo que posteriormente descreveram como um "clube". Esses resultados com o Game Boy mostraram-se promissores. O diretor Takashi Tezuka, após o lançamento em 1991 de The Legend of Zelda: A Link to the Past no Super Nintendo Entertainment System, pediu permissão oficial dos executivos da Nintendo para a produção do primeiro título portátil da série. Ele inicialmente tinha a intenção de criar uma conversão de A Link to the Past, porém o projeto logo cresceu e evoluiu para um jogo original. A maior parte da equipe que tinha trabalhado em A Link to the Past foi reunida novamente para o novo projeto. Ao todo, o desenvolvimento de Link's Awakening demorou aproximadamente um ano e meio.

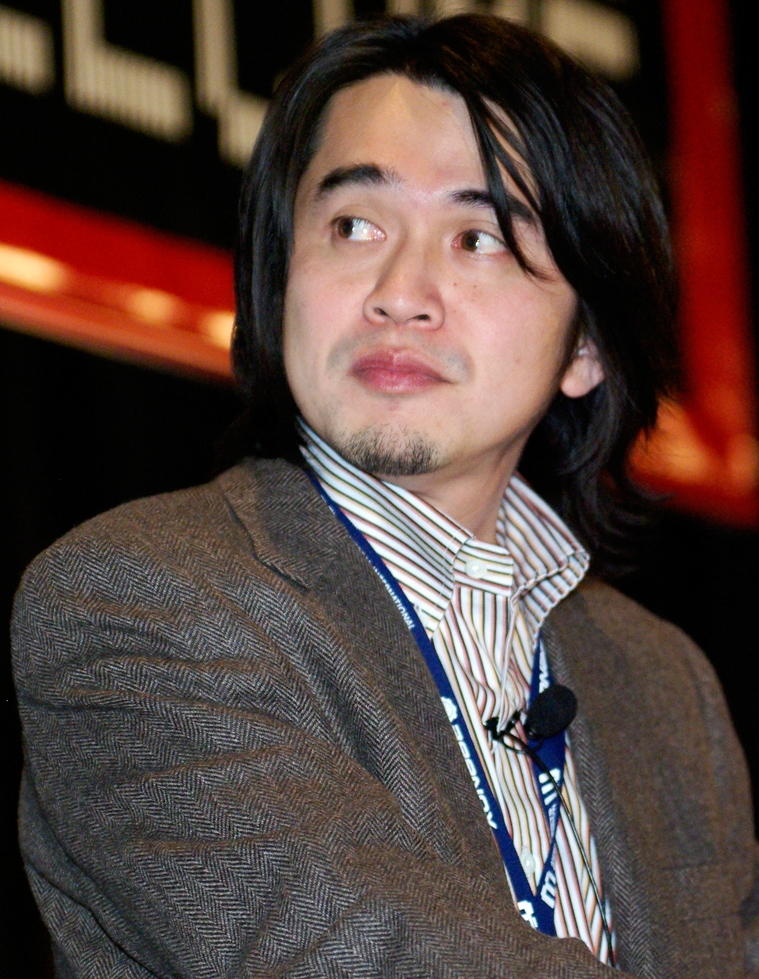
O roteirista Yoshiaki Koizumi ficou encarregado da narrativa, concebendo os pontos principais da história.

Tezuka posteriormente comentou que o desenvolvimento mais livre de Link's Awakening resultou em seus conteúdos mais "não refreados", como as aparições especiais não-autorizadas de personagens das séries Mario e Kirby. O roteirista Kensuke Tanabe de A Link to the Past entrou na equipe bem cedo na produção, criando as fundações da história. Tezuka queria que o título fosse uma obra derivada, instruindo Tanabe a omitir elementos comuns da série como a princesa Zelda, a Triforce e a ambientação de Hyrule. O roteirista consequentemente sugeriu a ideia de fazer o jogo se passar em uma ilha com um ovo no topo de uma montanha. Tezuka anos depois afirmou que parecia que a equipe estava "criando uma paródia de The Legend of Zelda" em vez de um título mais sério.
O roteirista Yoshiaki Koizumi, que também tinha ajudado com a história de A Link to the Past, foi trazido para a equipe mais tarde durante o processo de desenvolvimento. Koizumi ficou responsável pela história principal, concebendo a ideia da ilha dentro de um sonho e as interações com os habitantes. Eiji Aonuma, que depois atuaria como projetista, diretor e produtor da franquia, descreveu Link's Awakening como o primeiro jogo de The Legend of Zelda com um enredo de verdade, algo que creditou ao romanticismo de Koizumi.
Tezuka queria que o mundo de jogo tivesse um clima similar a aquele criado pela série de televisão norte-americana Twin Peaks, que, assim como Link's Awekening, possuía personagens habitando uma cidade pequena. O diretor sugeriu que seus personagens deveriam ser escritos como "tipos suspeitos", assim como aqueles em Twin Peaks, um tema que depois foi empregado em títulos subsequentes da franquia. Tanabe consequentemente criou personagens "estranhos"; ele ficou encarregado dos subeventos da narrativa e escreveu a maior parte dos diálogos dos personagens, com a exceção das falas da coruja e do Peixe do Vento. O roteirista também implementou uma antiga ideia sua do mundo terminar com um ovo gigante rachando no topo de uma montanha, uma ideia que originalmente concebeu para ser usada em A Link to the Past. Tanabe queria muito ver essa ideia realizada dentro de um jogo e conseguiu implementá-la como o conceito básico em Link's Awakening.
Masanao Arimoto e Shigefumi Hino desenharam os personagens do jogo, enquanto Yoichi Kotabe atuou como ilustrador. Com a exceção da abertura e encerramento, todas as imagens de Link's Awakening foram desenhadas por Arimoto. Yasahisa Yamamura projetou os calabouços, incluindo a concepção de salas e rotas, além da colocação de inimigos. Shigeru Miyamoto foi o produtor do título, porém não deu opiniões criativas para os outros membros da equipe. Ele mesmo assim participou como um jogador teste e suas opiniões muito influenciaram a segunda metade do desenvolvimento. A trilha sonora foi composta por Minako Hamano e Kozue Ishikawa, tendo sido o primeiro trabalho de ambos em um jogo eletrônico. Kazumi Totaka ficou responsável pela programação de áudio e criação e implementação de todos os efeitos sonoros.

## Lançamento

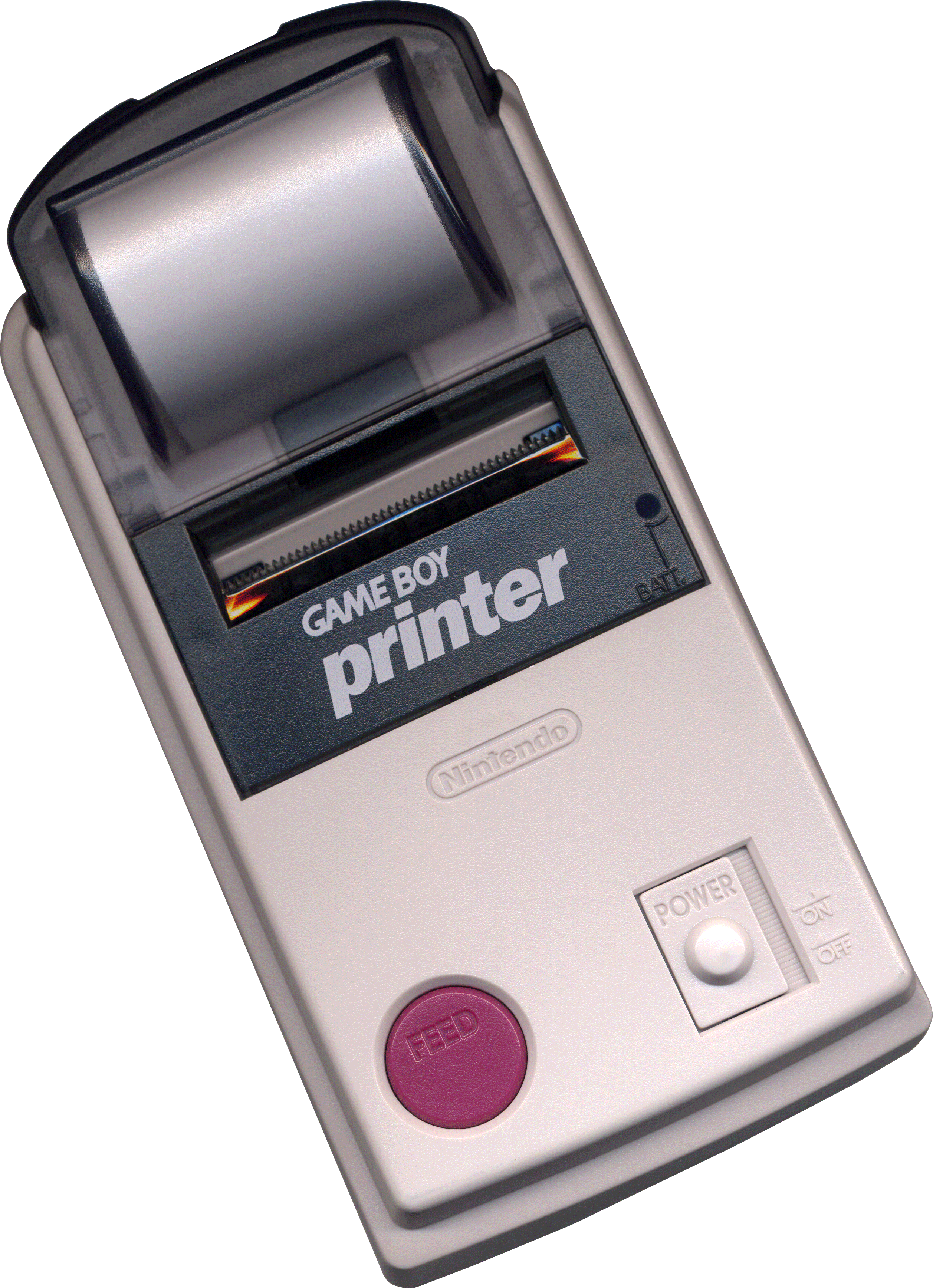
O acessório Game Boy Printer era compatível com a versão Link's Awakening DX.

The Legend of Zelda: Link's Awakening foi lançado em 6 de junho de 1993 no Japão, em agosto na América do Norte e em 18 de novembro na Europa. A Nintendo, com o objetivo de promover a estreia norte-americana, patrocinou uma competição de trem ao redor dos Estados Unidos chamada de Zelda Whistle Stop Tour. Este evento durou três dias em agosto e permitiu que jogadores selecionados testassem o título em uma corrida contra o cronometro para completarem a história. O evento tinha a intenção de não apenas mostrar o jogo, mas sim a capacidade superior das baterias do Game Boy e sua portabilidade, esta última sendo essencial para a acessibilidade de um título The Legend of Zelda portátil. A revista oficial Nintendo Power publicou um guia para as três primeiras áreas do jogo em sua quinquagésima edição de julho.
O jogo foi relançado em 1998 como Link's Awakening DX a fim de promover o lançamento do Game Boy Color. Essa versão possui os gráficos totalmente coloridos e era retrocompatível com o Game Boy original. O título continha um nova masmorra opcional, com inimigos únicos e quebra-cabeças baseado em cores; por causa disso, ele não era acessível nos modelos antigos do Game Boy. O jogador, depois de finalizar o calabouço, tinha a opção de escolher receber uma túnica vermelha ou azul, que concediam, respectivamente, maior ataque ou defesa. Link's Awakening DX permitia que os jogadores tirassem fotos depois de visitarem uma loja de câmeras, com o dono aparecendo em diversos locais do mapa. Doze fotos podiam ser tiradas e vistas na loja, ou impressas com o acessório Game Boy Printer. Tezuka retornou como supervisor do projeto, com Yoshinori Tsuchiyama assumindo a direção. Nobuo Matsumiya colaborou com Tsuchiyama em alterações no roteiro; por exemplo, na adição de mensagens de dicas nos confrontos contra chefões. Uma nova composição musical foi criada por Yuichi Ozaki para o novo calabouço, baseado em uma composição de Koji Kondo para o The Legend of Zelda original.
A versão Link's Awakening DX foi posteriormente relançada pela Nintendo em junho de 2011 para o Virtual Console do Nintendo 3DS. Essa mesma versão foi oferecida em julho de 2013 como um dos vários títulos de Virtual Console disponibilizados gratuitamente para membros "elite" do serviço Club Nintendo na América do Norte. Uma recriação baseada em Link's Awakening DX com visuais totalmente refeitos e outras alterações de jogabilidade foi lançada para Nintendo Switch em setembro de 2019.

## Recepção
The Legend of Zelda: Link's Awakening foi muito bem recebido pela crítica especializada. No agregador de resenhas GameRankings, a versão original do jogo tem um índice de aprovação de 89,82%, enquanto a versão para Game Boy Color possui uma nota média de 91,21%. Link's Awakening também teve bons números de vendas, tendo ajudado a aumentar em treze por cento as vendas do Game Boy em 1993, fazendo com que fosse um dos anos mais rentáveis da Nintendo na América do Norte até então. O título permaneceu nas listas dos mais vendidos por mais de noventa meses depois de sua estreia. A versão original já tinha vendido 3,83 milhões de cópias até março de 2004, enquanto Link's Awakening DX tinha vendido 2,22 milhões.
A versão para o Game Boy original foi muito elogiada. Steve Harris da Electronic Gaming Monthly (EGM) afirmou que Link's Awakening era uma experiência quase tão boa quanto A Link to the Past, enquanto seu colega de publicação Martin Alessi comentou que era uma "obra-prima" e um dos títulos "mais envolventes e divertidos" de se jogar na forma portátil. Chip Carter do The Washington Post escreveu que a Nintendo havia criado uma "lenda que cabe na palma da sua mão", também falando bem de sua portabilidade e profundidade. Já Corbie Dillard da Nintendo Life, avaliando o título anos depois, escreveu que ele era um "pináculo dos jogos" do Game Boy, elogiando a quantidade de conteúdo que a Nintendo conseguiu colocar no cartucho.
Os gráficos receberam certas críticas, com Bill Provick do Ottawa Citizen reclamando de seu tom monocromático, que ele achou que dificultava o discernimento do que estava ocorrendo em tela. William Burrill do The Gazette afirmou que os visuais eram escuros e "nada sobre o que escrever". Por outro lado, Ed Semrad da EGM falou que os visuais eram "incríveis" e um dos pontos altos do jogo, enquanto Dillard afirmou que cada área era visualmente "impressionante" e "detalhada". Tanto Carter quanto Provick acharam que o esquema de controle com apenas dois botões era muito "desajeitado", já que sentiram que era necessário alterar itens em praticamente todas as telas. Katherine Monk do The Vancouver Sun achou que os diálogos eram "afetados", mas que no geral a história era "sempre surpreendente". Alessi escreveu que o enredo estava cheio de mistérios, já Dillard comentou que o jogo era repleto de "charme e brilho".
Link's Awakening DX também foi muito bem recebido pela crítica. Adam Cleveland da IGN afirmou que a nova versão colorida mostrava que a "Nintendo retrabalhou sua mágica para alcançar novos padrões". Cameron Davis da GameSpot elogiou a atenção para os detalhes e estilos da coloração, escrevendo que as cores faziam com que as diferentes áreas do mapa e personagens se tornassem mais memoráveis que na versão monocromática original. Samantha Amjadali do The Daily Telegraph comentou que a adição de cores deixou o jogo mais fácil, já que isso diminuía o número de mortes acidentais causadas por gráficos indistinguíveis. Jacob Crites da Nintendo Life falou que Link's Awakening DX era um dos melhores jogos da série, também comentando que ele era "um dos mais bonitos jogos que a [Nintendo] já fez do ponto de vista artístico".
O jogo venceu vários prêmios, incluindo as categorias específicas de Game Boy da revista Nintendo Power para Gráficos e Som, Desafio, Tema e Diversão, Controle de Jogo e Melhor Jogo. Também venceu o prêmio de Melhor Jogo de Game Boy da EGM. A Nintendo Power posteriormente elegeu Link's Awakening em fevereiro de 2006 como o 56º melhor título lançado pela Nintendo até então, enquanto a mesma publicação escolheu Link's Awakening DX em agosto de 2008 como o segundo melhor jogo da família Game Boy. Os leitores da IGN elegeram o título em 2006 como o quadragésimo melhor jogo de todos os tempos, com a equipe da publicação no ano seguinte colocando o título na 78ª posição. Já a Game Informer escolheu Link's Awakening em junho de 2011 como o terceiro melhor título do Game Boy original.